# Chernobabov
Chernobabov (en ruso: Чернобабов) es un jútor del raión de Tbilískaya del krai de Krasnodar, en Rusia. Está situada en las tierras bajas de Kubán-Azov, en la orilla derecha del río Beisug, 22 km al norte de Tbilískaya y 110 km al nordeste de Krasnodar, la capital del krai. Tenía 75 habitantes.
Pertenece al municipio rural Novovladímirovskoye.